# Мауа
Мауа (порт. Mauá або São Caetano) — місто і муніципалітет бразильського штату Сан-Паулу. Складова частина міської агломерації Великий Сан-Паулу, однойменного мезорегіону та економіко-статистичного мікрорегіону Сан-Паулу. Населення становить 402 тис. чоловік (2007 рік, IBGE), муніципалітет займає площу 62,2 км².
| Бразилія | Це незавершена стаття з географії Бразилії. Ви можете допомогти проєкту, виправивши або дописавши її. |